# Heilige Naam van Maria
De Heilige Naam van Maria is een vrije gedachtenis in de Katholieke Kerk op 12 september. Zij werd ingevoerd door Paus Innocentius XI als uiting van dank voor de zege die door Jan Sobieski te Wenen werd bevochten op de Turken (op 12 september 1683). Het is het patroonsfeest van de congregatie van de Paters Maristen.